# IHS

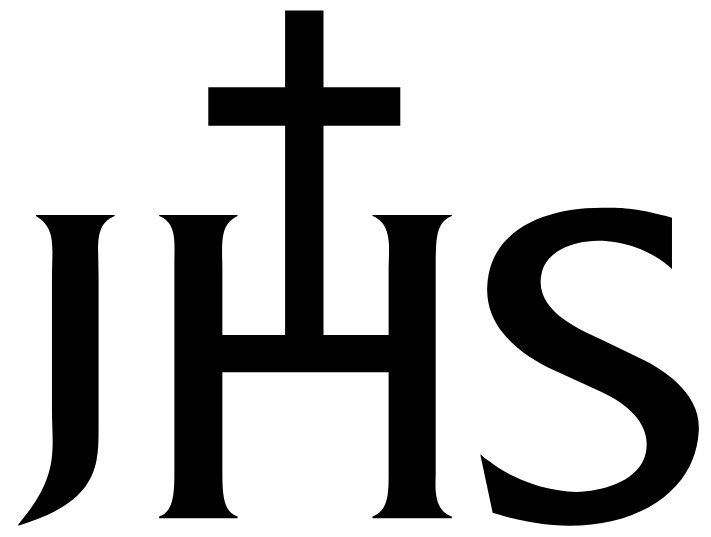
Christusmonogramm IHS

Das Nomen sacrum IHS leitet sich von den ersten drei Buchstaben des Namens Jesu in griechischen Großbuchstaben Ι Η Σ Ο Υ Σ ab, wobei das Sigma durch ein lateinisches S ersetzt ist.

## Verbreitung
IHS (und ihs) als Kurzform des Namens Jesus kann man in Bibeln des Mittelalters und an anderen Stellen sehr häufig finden. Bis ca. 1450 wurden in Bibeln und Urkunden die Worte Jesus, Christus und andere Nomina sacra praktisch nie ausgeschrieben. Zunächst war das Kürzel IHS mit einem darüber liegenden Kürzungsstrich versehen, aus dem später ein Kreuz wurde. Verwendet wird diese Kurzform im Spätmittelalter und vor allem seit ihrer Gründung durch die Gesellschaft Jesu. Das Monogramm findet sich auch häufig als Ornament an Kirchen oder auf Paramenten. Typisch für das ausgehende Mittelalter ist die Anbringung des Jesus-Monogramms in einem Strahlenkranz, der den vom Leib Christi ausgehenden Glanz symbolisiert.

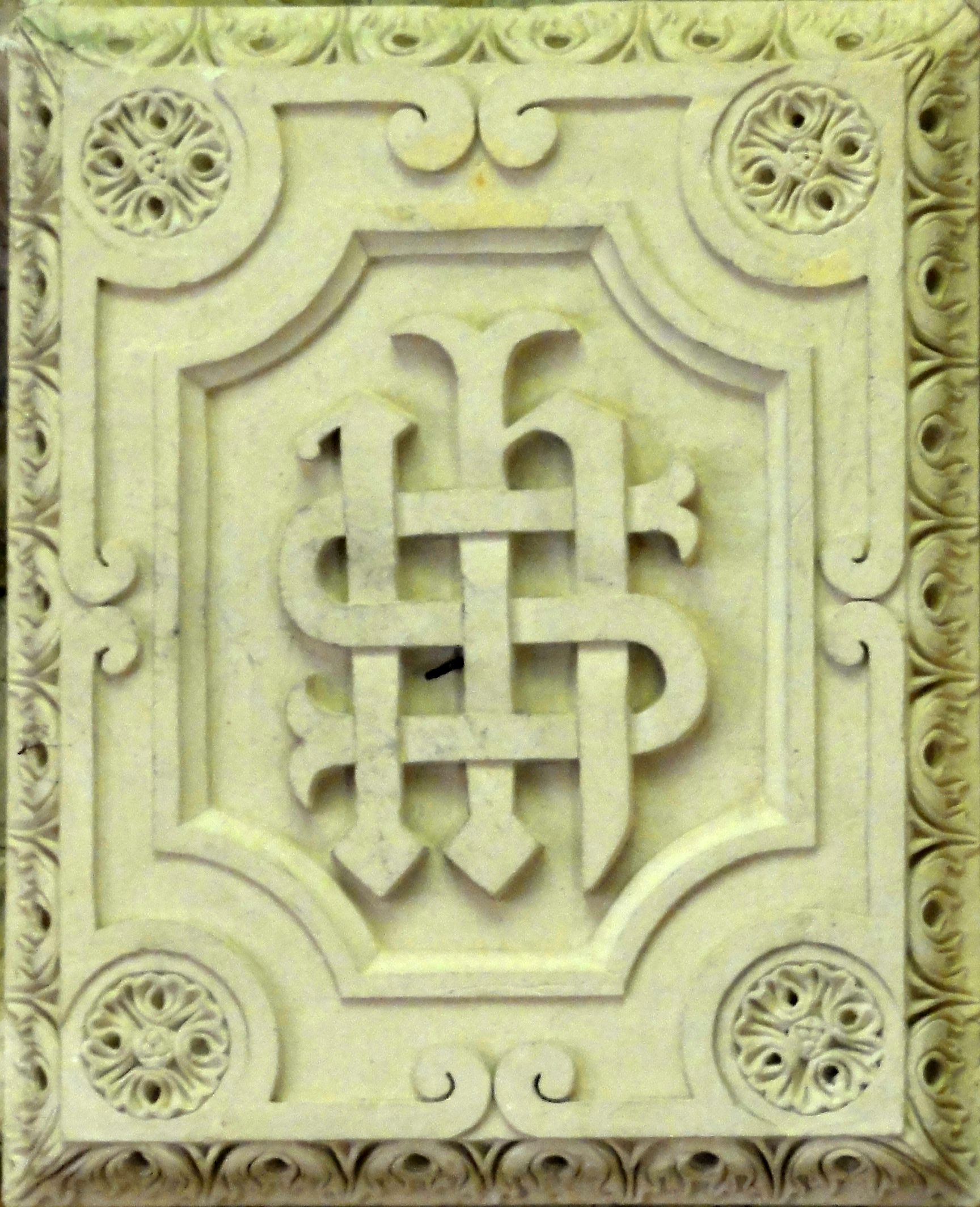
Verschlungenes IHS in Saint-Martin de L’Isle-Adam
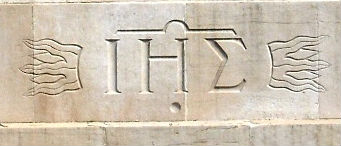
Das IHΣ auf dem Reformationsdenkmal in Genf
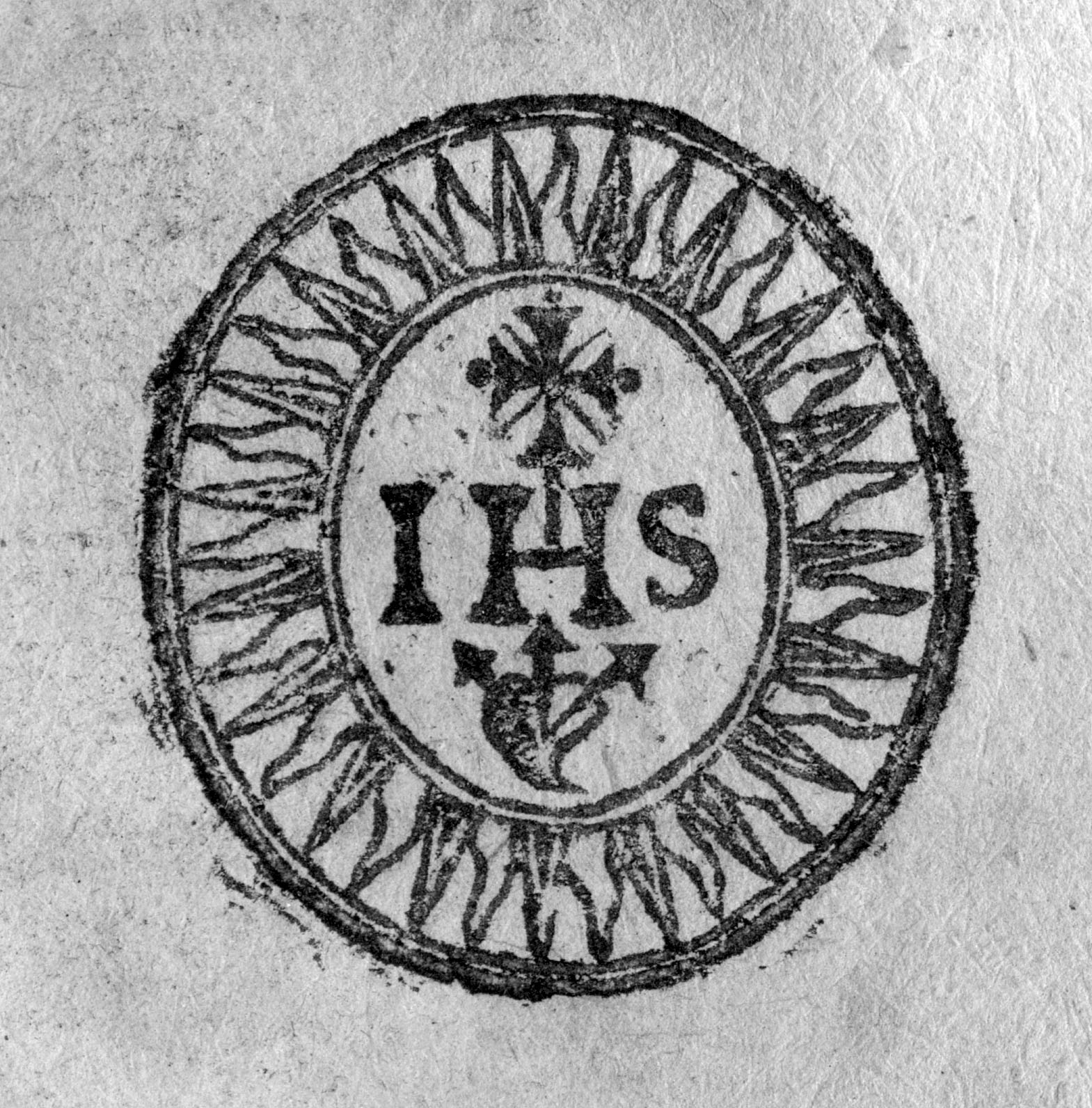
IHS mit Strahlenkranz, Kreuz, Herz und drei Kreuznägeln (Rom 1650)
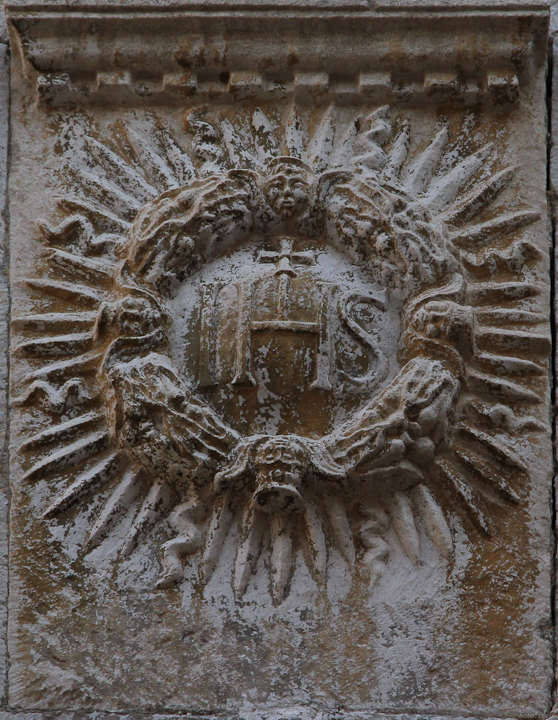
IHS an einer ehemaligen Jesuitenkirche in Dubrovnik (Ragusa)
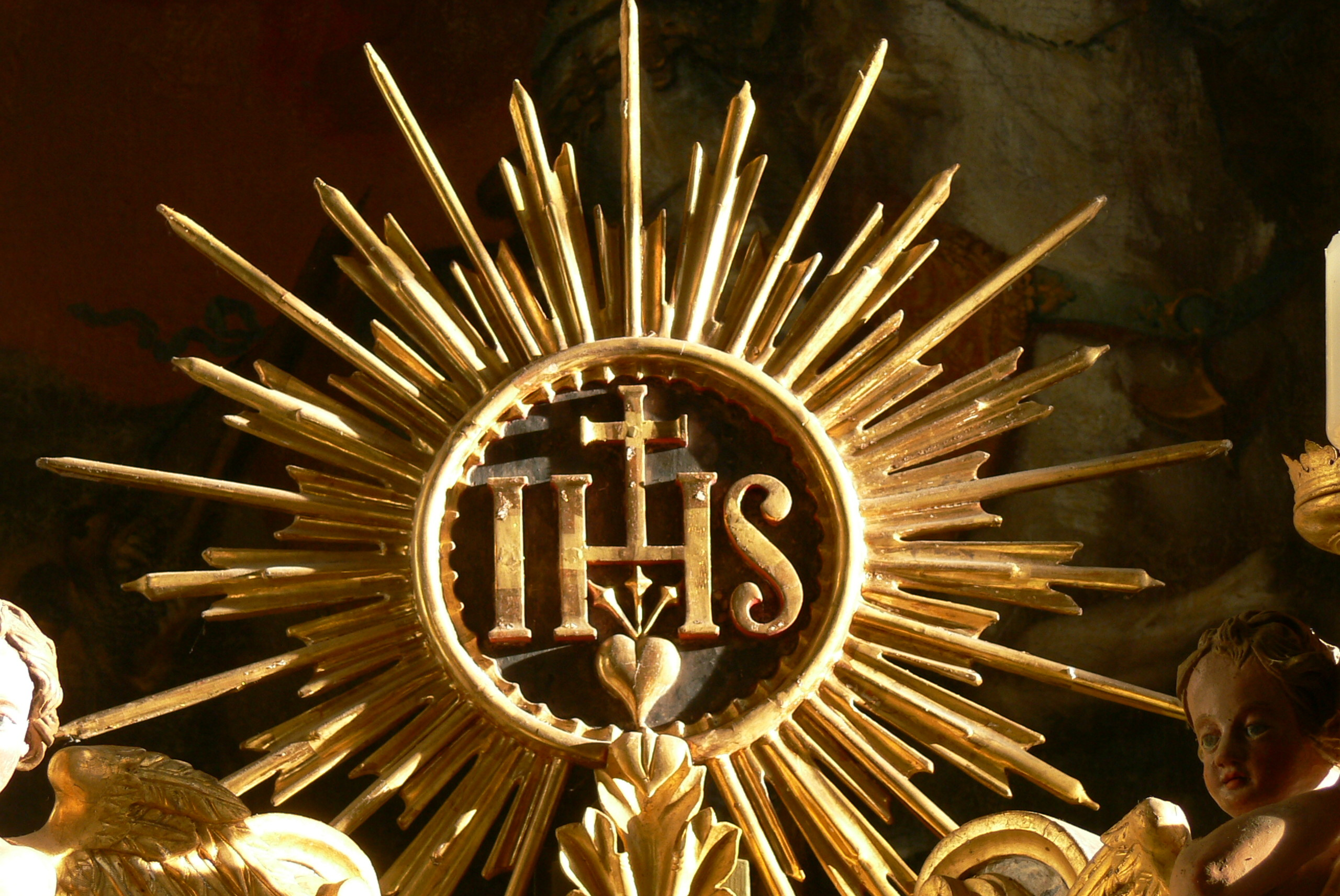
IHS auf dem Tabernakel von St. Georg in Hollerberg
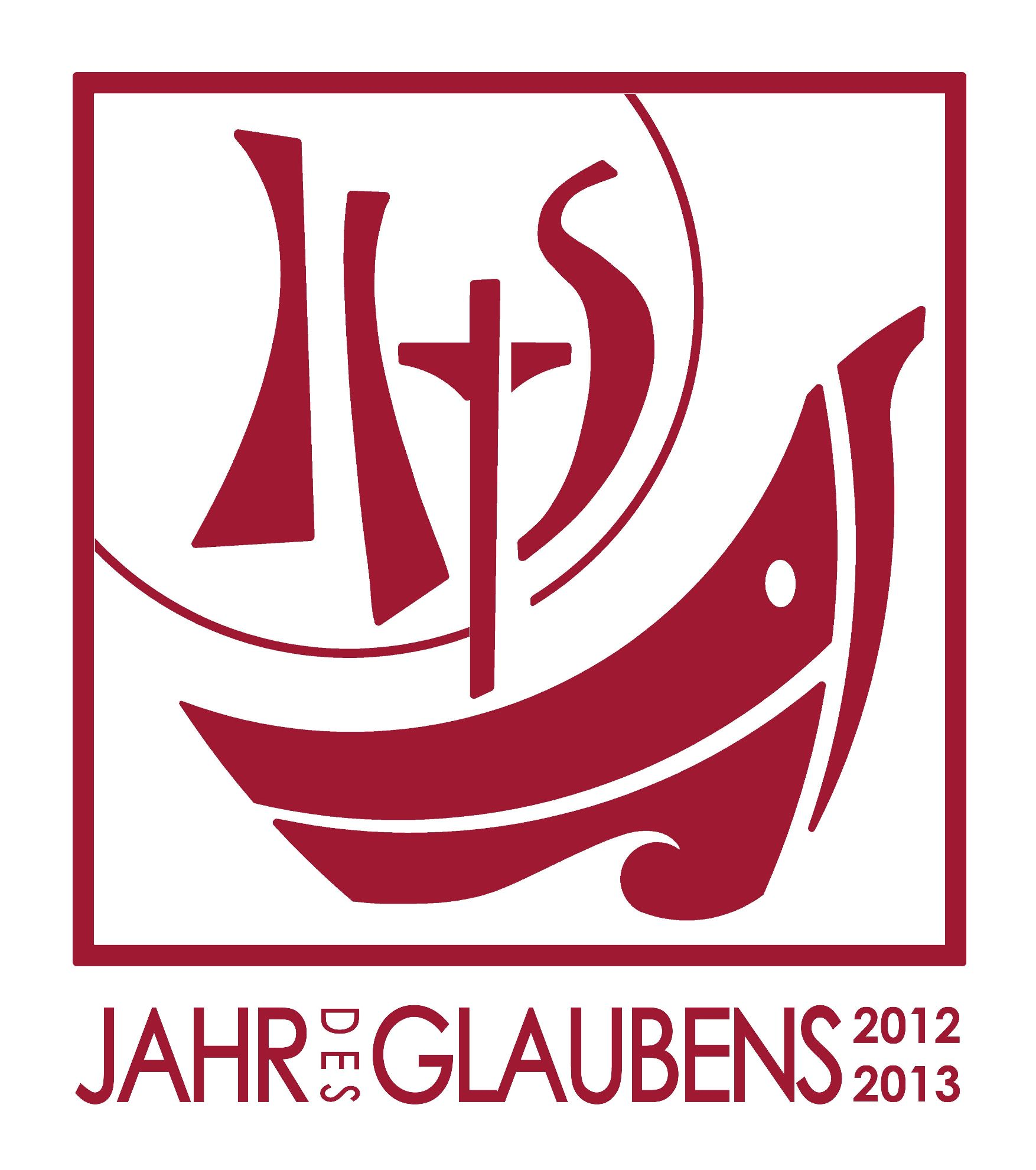
IHS im Logo für das Jahr des Glaubens 2012/13
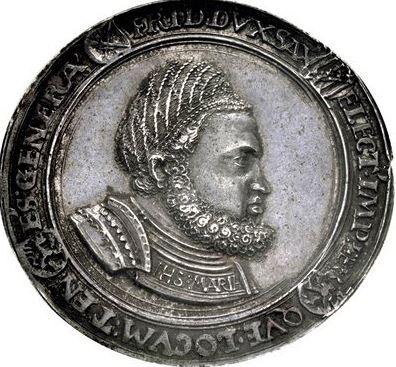
Locumtenenstaler Friedrich des Weisen. Auf dem Harnisch ist IHS : MARIA zu lesen.
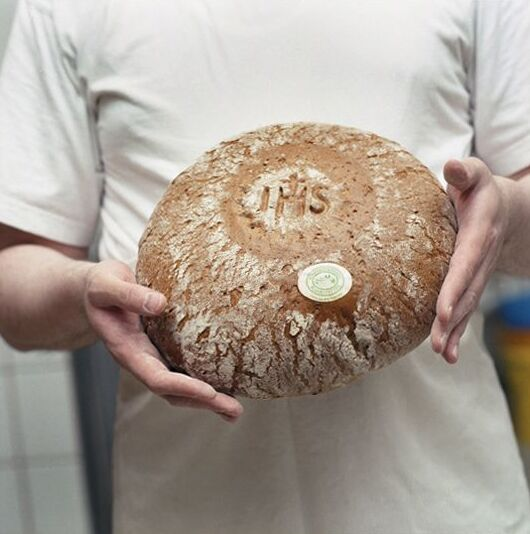
Nomen sacrum IHS auf einem Brotlaib der Bäckerei des Klosters Plankstetten
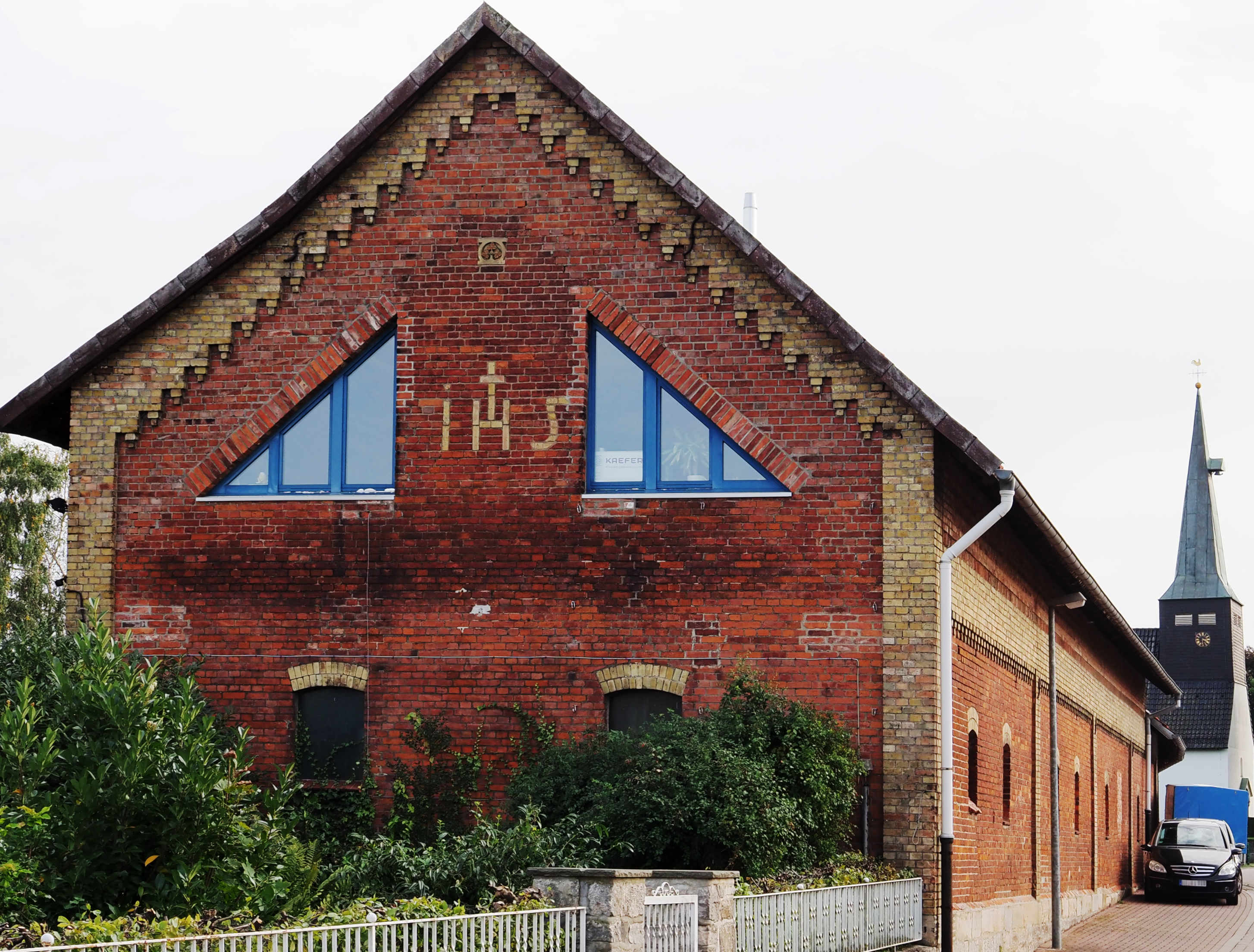
IHS als Klinker-Ornament in der Giebelmauer eines Wirtschaftsgebäudes

## Varianten
Um das flüssige Lesen des Bibeltextes zu ermöglichen, wurde häufig die lateinische Kasusendung angehängt. So tauchen in einigen Schriften auch IHV für Jesu (Genitiv, Dativ, Vokativ und Ablativ; V ist wie U zu lesen) und IHM für Jesum (Akkusativ) auf. Entsprechendes gilt für ΧΡϹ (Chi-Rho-Sigma), später XPS, als Kurzform für die griechische Form des Wortes Christus (deutsch: Gesalbter; hebräisch: Maschiach, latinisiert: Messias).

## Geschichte

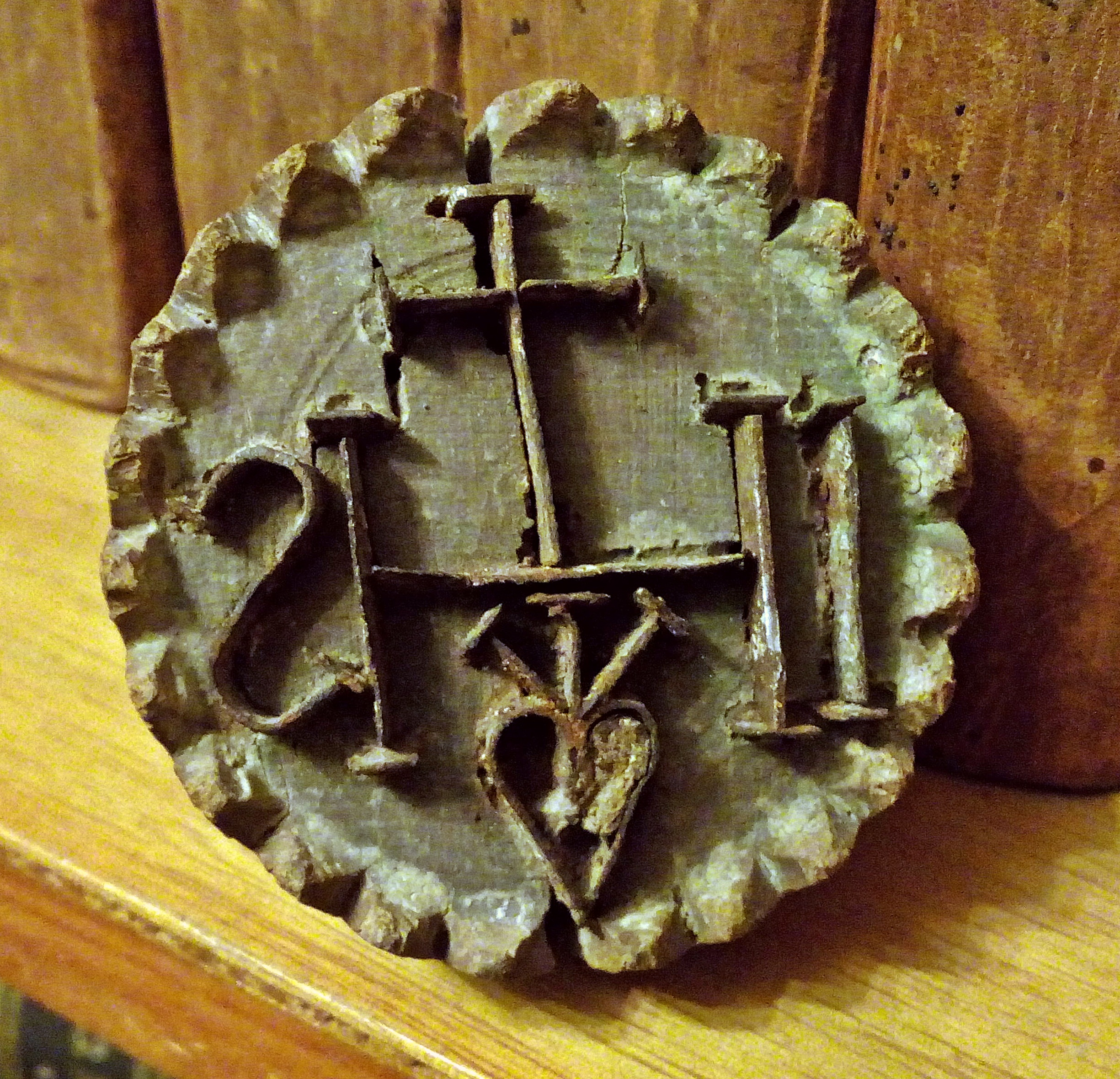
Deutscher Brotstempel mit IHS-Darstellung, um 1780

In älteren (mittelalterlichen) Schreibweisen fehlen weitere Attribute, auch das Kreuz, das bei Fraktur bisweilen auch durch einen Querstrich im linken (höheren) senkrechten Strich des „H“ angedeutet ist. Später scheint das Monogramm um solche erweitert worden zu sein. Hypothetisch wird gelegentlich vermutet, dass das „V“ unter das IHS gesetzt wurde. In der Regel sind dort aber Nägel zu finden, was dann einer Umdeutung des „V“ entspräche, und die Anzahl auf drei erhöht – für die Kreuzigung wurden mindestens drei Nägel benötigt – und mit einem Herzen oder anderen Attributen versehen, wie es in zahlreichen Darstellungen an Bauernhäusern, in Kirchen und anderen Orten zu sehen ist. So dürften auch die Hausinschrift im Kreis Höxter und an einem Altar in Kenzingen zu interpretieren sein.
Auch diese Symbole wurden wieder fallweise umgedeutet; so werden bei den Jesuiten stellenweise die drei Nägel als Symbole für die drei grundlegenden evangelischen Räte Armut, Ehelosigkeit und Gehorsam interpretiert.

## Deutung
Nach der Darstellung seines Biographen Eusebius von Caesarea soll Kaiser Konstantin vor der Schlacht bei der Milvischen Brücke gegen Maxentius im Jahre 312 in einer Siegesvision ein Lichtkreuz mit der Schrift «Ἐν τούτῳ νίκα» (En toutō nika, „Unter diesem Zeichen wirst du siegen“) gesehen haben, in lateinischer Version In hoc signo [vinces]. Als das eigentliche konstantinische Christusmonogramm wird allerdings ein ligiertes XP (Christusmonogramm) oder XPI (für Chi-Rho-Iota) angesehen, das im Frühchristentum danach sehr häufig zu finden ist.

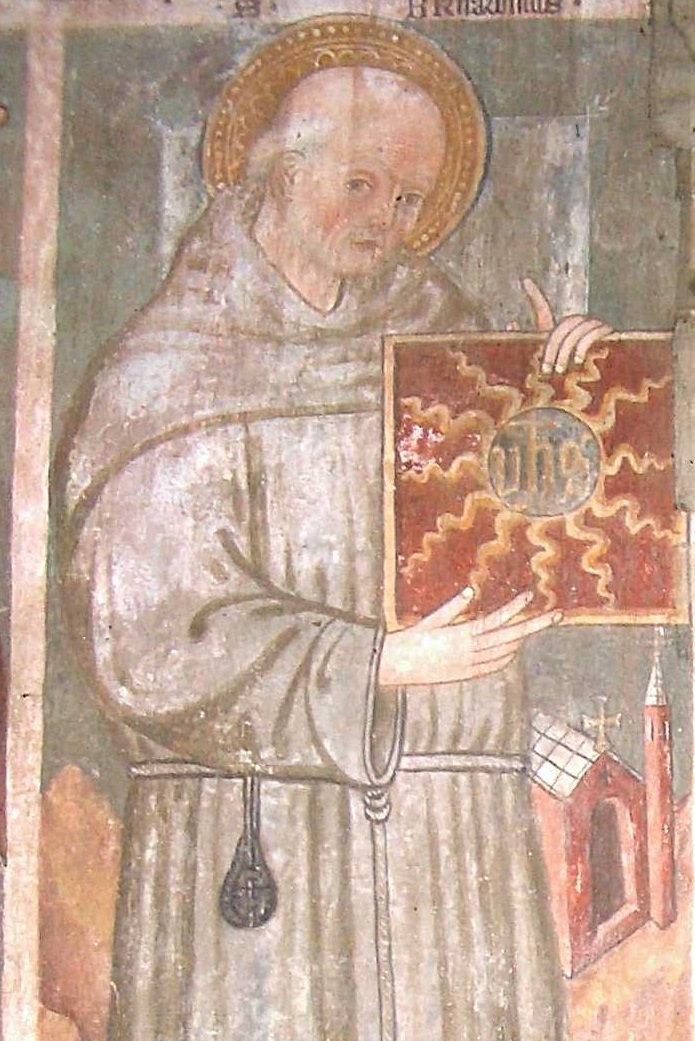
Bernhardin von Siena mit einer YHS-Tafel, wie er sie den Gläubigen zum Kuss darbot; Fresko, Italien, 15. Jahrhundert

Verbreitet sind mehrere volksetymologische Deutungen für IHS: im Deutschen „Jesus, Heiland, Seligmacher“, im Lateinischen Iesus Hominum Salvator („Jesus, der Retter der Menschen“). Bei den Jesuiten wird das Symbol als Kurzform von Iesum Habemus Socium („Wir haben Jesus als Gefährten“) gedeutet.
Die Abkürzung IHS bzw. JHS, in gotischer Schrift auch YHS, spielte in der Namen-Jesu-Verehrung eine wichtige Rolle, für die sich der Franziskaner Bernhardin von Siena im 15. Jahrhundert eingesetzt hatte. In diesem Zusammenhang kam es später zur Einführung des Namen-Jesu-Fests.

## Heraldik
In der Heraldik sind die drei Buchstaben eine gemeine Figur und damit eine Wappenfigur. Alle Tinkturen der Wappenkunst sind erlaubt. Es gelten die Regeln für Buchstaben in der Heraldik. Einzuhalten ist die Regel zur Wappenschildfarbe: Keine Farbe auf Farbe oder Metall auf Metall. Die Wappenfigur kann mit anderen Figuren im Schild oder Feld kombiniert werden. Ein Strahlenkranz, wenn vorhanden, ist in der Blasonierung anzugeben. Das Kreuz kann, wenn vorhanden, mit einem Buchstaben verbunden sein oder darüber schweben.
IHS in der Bedeutung Iesus Hominum Salvator ist die Ordensdevise des Seraphinenordens des Königreichs Schweden. Bischof Walter Mixa verwendete die Langform als seinen Wahlspruch.

IHS als gemeine Figur im Wappen Papst Franziskus’
Jesus Hominum Salvator als Wahlspruch im Bischofswappen Walter Mixas
IHS auf dem Ordenszeichen an der Collane des Seraphinenordens im großen Wappen von Schweden